# Louis Tascher de La Pagerie
Pour les autres membres de la famille, voir Famille Tascher de La Pagerie.

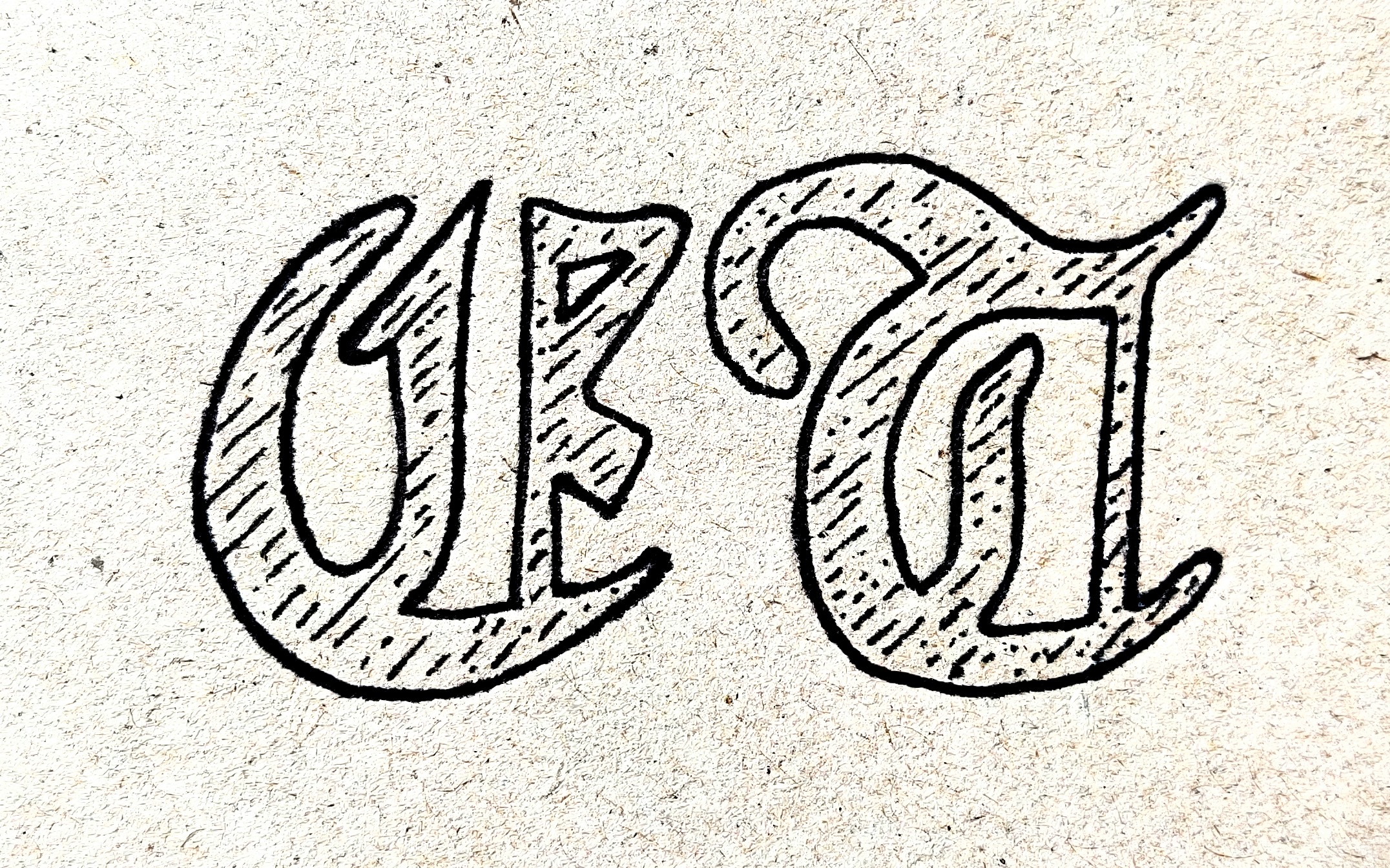
Les initiales du comte Louis Robert Tascher de la Pagerie sont de style allemand. Le premier caractère représente le L et le R "Louis Robert". Le deuxième caractère représente le T "Tascher". Les initiales se retrouvent sur l'argenterie personnelle, les couverts et les valises et coffres richement décorés.

Pierre Claude Louis Robert Tascher de La Pagerie, dit Fanfan  (1er avril 1787 - Fort-Royal † 3 mars 1861 - Paris), fut un militaire français pendant le Premier Empire et deviendra homme politique sous le Second Empire.

## Biographie
Cousin de la Première Consule, il fut appelé en France par Napoléon Bonaparte en 1802.
Passé par l'École de Fontainebleau, il devint sous-lieutenant en 1806, après la bataille d'Iéna, lieutenant en 1807 après celle d'Eylau, où il se comporta brillamment.
Devenu officier d'ordonnance de Napoléon Ier le 27 octobre 1807, il est fait capitaine après Friedland, chef d'escadron en 1809, comte Tascher de La Pagerie et de l'Empire le 9 mars 1810.
Il se trouvait en Bavière en 1810, et il y épousa Amélie, princesse de la Leyen (de), petite-nièce du prince-primat de Dalberg, grand-duc de Francfort.
Il servit sous Junot à l'armée du Portugal.
Colonel et aide de camp du prince Eugène en 1814, il accompagne le Vice-roi d'Italie dans sa tentative de défense du royaume. Lié intimement avec ce dernier, il l'accompagna plus tard dans son exil bavarois.
À la Restauration, le duc de Berry lui fit offrir un emploi à la cour, qu'il refuse aussitôt, mais il devint, avec l'autorisation du gouvernement français, major général (général de division) et chambellan du roi de Bavière.
Il ne rentre en France qu'en 1835, pour y suivre, contre la famille de Dalberg, un procès en restitution de titre de duc par dévolution de son oncle maternel, Emmerich-Josef, duc de Dalberg et de l'Empire, valable en vertu d'un décret impérial en date du 8 juillet 1810. Son fils aîné sera le premier à porter, par décret impérial du 2 mars 1859, le titre de duc héréditaire, sous la dénomination de duc de Tascher de La Pagerie.
En 1852, Le Prince Louis-Napoléon lui demanda de rentrer en France et le nomma sénateur du Second Empire (31 décembre 1852).
Il signa le contrat de mariage de Leurs Majestés Impériales Napoléon III et Eugénie de Montijo.
Il devint, en 1853, grand maître de la maison de l'Impératrice Eugénie (25 janvier 1853), et grand-croix de la Légion d'honneur.
Ses fonctions n'étaient pour ainsi dire qu'honorifiques. Il accompagnait l'Impératrice dans toutes les cérémonies et fêtes, venait tous les jours au rapport chez Sa Majesté, de même que chez la Grande Maîtresse. C'est à lui qu'on devait adresser les demandes de présentation et d'audience. Il prenait ses ordres de l'Impératrice et faisait connaître les décisions de Sa Majesté.
Il avait de fréquentes attaques de goutte qui le faisaient cruellement souffrir et le forçaient souvent à interrompre son service. Il mourut au palais des Tuileries en 1861, profondément regretté par les Souverains qui avaient pour lui autant d'estime que d'affection.

## Publications
Louis de Tascher avait l'habitude de noter chaque jour, ou presque, ce qui concernait les événements et les faits auxquels il participait.
- Autour d'un voyage de LL. MM. II. l'Empereur Napoléon III et l'Impératrice Eugénie dans le Boulonnais, 25 septembre - 2 octobre 1854, par le général Louis de Tascher de La Pagerie, comte de l'Empire, présenté par le duc Renaud de Tascher de La Pagerie, in Bulletin historique de la Société de sauvegarde du Château impérial de Pont-de-Briques. 6 et 7. Année 1972, Amiens, Imprimerie P. Loisnard, 1972, in-8°, p. 150-166[1].

## Récapitulatif

### État de service
- Élève à l'École de Fontainebleau ;
- Sous-lieutenant (1806) ;
- Lieutenant (1807) ;
- Capitaine après Friedland (14 juin 1807),
- Officier d'ordonnance de Napoléon Ier (27 octobre 1807) ;
- Chef d'escadron (1809) ;
- Colonel et aide de camp du prince Eugène (1814) ;
- Général de division (Royaume de Bavière).

### Campagnes
- Campagne de Prusse (1806) :
  - Bataille d'Iéna :
- Campagne de Pologne (1807) :
  - Batailles d'Eylau, et de Friedland ;
- Campagne de Portugal
- Campagne d'Italie (1814).

### Titre
- Comte Tascher de La Pagerie et de l'Empire (accordé par décret du 15 août 1809 et lettres patentes signées à Paris le 9 mars 1810)[2] ;

### Distinctions
| Grand-croix de la Légion d'honneur |

- Grand-croix de la Légion d'honneur en 1856.

### Hommage, honneurs, mentions...
Il signa le contrat de mariage de Leurs Majestés Impériales Napoléon III et Eugénie de Montijo. 

### Autres fonctions
- Chambellan du roi de Bavière ;
- Sénateur du Second Empire le 31 décembre 1852 ;
- Grand maître de la maison de l'Impératrice Eugénie (25 janvier 1853).

### Armoiries
| Image | Blasonnement |
| ----- | --- |
|       | Armes du comte Tascher de La Pagerie et de l'Empire D'argent, à trois fasces d'azur chargée chacune de trois sautoirs alézés du champ et surmontés de deux ombres de soleil de gueules, franc-quartier des comtes tirés de l'armée. - Livrée : les couleurs de l'écu. |

### Vie familiale
Il avait épousé le 24 juillet 1810 la princesse Amélie-Marianne-Théodora-Caroline-Sophie Walburge, von der Leyen und zu Hohengeroldseck (de) (2 septembre 1789 - Blieskastel † 21 juillet 1870 - Soultz), fille de François-Philippe, prince de la Leyen, et de Sophie, comtesse de Schönborn. De ce mariage sont issus :
1. Charles Joseph Louis (1811 † 1869), 1er duc de Tascher de La Pagerie et de l'Empire (2 mars 1859),
2. Eugène Auguste Alexandre Louis (6 décembre 1812 † 18 septembre 1833 - en duel), filleul du prince Eugène, cornette des chevau-légers bavarois,
3. Stéphanie Philippine Sophie Louise (née le 26 janvier 1814), sœur jumelle de la suivante,
4. Hortense Henriette Sophie Amélie (26 janvier 1814 - Paris † 4 mars 1898 - Munich), sœur jumelle de la précédente, mariée le 3 février 1834 (Munich) avec Philipp Aloys von Deroy (1806 † 1848), dont postérité,
5. Marie Anna Louise Sophie Amélie (1er février 1817 - Munich † 28 septembre 1897 - Arnstorf), mariée le 31 juillet 1847 (Munich) avec Maximilian (1817 † 1890), freiherr von Gise, chambellan du roi de Bavière, dont postérité,
6. Louise Cécile Rose Elisabeth Sophie (13 août 1818 - Munich † 9 février 1890 - Paris), mariée le 4 avril 1842 avec Ferdinand Adalbert (1823 † 1857), comte de Waldner de Freundstein, dont postérité.

Emmerich Joseph de Dalberg était le cousin de Philipp von der Leyen, père d'Amélie, mère du 1er duc de Tascher de La Pagerie, héritier du Duc de Dalberg.